# Skupaj
Skupaj je studijski album skupine Faraoni. Album se je snemal v Studiu Xavier, Studiu Artman, Studiu Freiton in Studiu Hendrix. Album je izšel ob 40. obletnici ustanovitve Faraonov in v spomin preminulemu članu Faraonov, Ferdu Maražu leta 2007 v samozaložbi.

## Seznam skladb
| Št. | Naslov                        | Pisec                                                     | Dolžina |
| --- | ----------------------------- | --------------------------------------------------------- | ------- |
| 1.  | „Skupaj‟                      | Enzo Hrovatin-Nelfi Depangher-Enzo Hrovatin/Milan Lončina | 3:09    |
| 2.  | „Le koliko stane tvoj nasmeh‟ | Enzo Hrovatin-Aleksander Pohlen-Martin Štibernik          | 2:55    |
| 3.  | „Gremo naprej‟                | Karlo Jaksetić-Nelfi Depangher-Karlo Jaksetić             | 3:18    |
| 4.  | „Neimenovana‟                 | Tamara Kaluža-Damjana Kenda Hussu-Milan Lončina           | 4:12    |
| 5.  | „Pašla bi guljat‟             | Enzo Hrovatin-Drago Mislej-Karlo Jaksetić/Milan Lončina   | 3:17    |
| 6.  | „Ljubi kruhek‟                | Tamara Kaluža-Miša Čermak-Milan Lončina                   | 3:26    |
| 7.  | „Žal mi je‟                   | Enzo Hrovatin-Aleksander Pohlen-Milan Lončina             | 3:44    |
| 8.  | „Sončnica‟                    | Tamara Kaluža-Damjana Kenda Hussu-Milan Lončina           | 3:24    |
| 9.  | „Hrepenenje‟                  | Enzo Hrovatin-Miša Čermak-Patrik Greblo                   | 2:49    |
| 10. | „Spomini na nonota‟           | Ferdinand Maraž-Damjana Kenda Hussu-Marino Legovič        | 3:19    |
| 11. | „Pa, da bi znal‟              | Enzo Hrovatin-Srečko Kosovel-Enzo Hrovatin                | 4:00    |

## Zasedba
Faraoni
- Enzo Hrovatin – kitare, vokal
- Nelfi Depangher – bobni, vokal
- Piero Pocecco – bas, vokal
- Karlo Jaksetić – klaviature, vokal

Gostje
- Taljub Lapanje – ustna harmonika (6)
- Aleš Lavrič – harmonika (9)